# Élections constituantes de 1945 dans la Côte-d'Or
Les élections constituantes françaises de 1945 se déroulent le 21 octobre.

## Mode de scrutin
Les députés sont élus selon le système de représentation proportionnelle suivant la règle de la plus forte moyenne dans le département, sans panachage ni vote préférentiel.
Il y a 586 sièges à pourvoir.
Dans le département de la Côte-d'Or, quatre députés sont à élire.

## Élus
Les quatre députés élus sont : 
| Identité       | Parti | Parti |
| -------------- | ----- | ----- |
| Félix Kir      |       | RI    |
| Marcel Roclore |       | RI    |
| Jean Bouhey    |       | SFIO  |
| Claude Guyot   |       | SFIO  |

## Résultats

### Résultats à l'échelle du département
| Parti          | Parti                                            | Tête de liste        | Résultats | Résultats | Sièges | Sièges |
| Parti          | Parti                                            | Tête de liste        | Voix      | %         |        |        |
| -------------- | ------------------------------------------------ | -------------------- | --------- | --------- | ------ | ------ |
|                | Indépendants d'union démocratique                | Félix Kir            | 79 683    | 48,52     | 2      |        |
|                | Section française de l'Internationale ouvrière   | Jean Bouhey          | 56 754    | 34,56     | 2      |        |
|                | Parti communiste français                        | Marcel Asmus (Dupré) | 20 688    | 12,60     | -      |        |
|                | Parti républicain, radical et radical-socialiste | Pierre Meunier       | 3 945     | 2,40      | -      |        |
|                | Mouvement républicain populaire                  | Bernard Bligny       | 3 169     | 1,93      | -      |        |
|                |                                                  |                      |           |           |        |        |
| Inscrits       | Inscrits                                         | Inscrits             | 206 360   | 100,00    | 4      |        |
| Votants        | Votants                                          | Votants              | 166 512   | 80,69     |        |        |
| Blancs et nuls | Blancs et nuls                                   | Blancs et nuls       | 2 293     | 1,38      |        |        |
| Exprimés       | Exprimés                                         | Exprimés             | 164 219   | 98,62     |        |        |